# إستر فرويد
إستر فرويد (بالإنجليزية: Esther Freud) (و. 1963  م) هي ممثلة، وروائية، وكاتِبة بريطانية، ولدت في لندن.

## وصلات خارجية
- إستر فرويد على موقع IMDb (الإنجليزية)
- إستر فرويد على موقع قاعدة بيانات الفيلم (الإنجليزية)

- إستر فرويد في قاعدة بيانات الأفلام على الإنترنت